# Brainscan
Brainscan (în engleză Brainscan) este un film de groază regizat de John Flynn după un scenariu de Andrew Kevin Walker. În rolurile principale au interpretat actorii Edward Furlong, T. Ryder Smith și Frank Langella.
A avut premiera în 1994, fiind distribuit de Triumph Films[*]. Coloana sonoră a fost compusă de George S. Clinton. 
A avut încasări de 4,3 milioane de dolari americani.

## Rezumat
Tânărul Michael Brower, la sfatul unui prieten, cumpără un joc video pentru computer „Brain Scanning”. Jocul pătrunde în mintea sa subconștientă printr-un semnal de televiziune, forțându-l să se regăsească în realitatea virtuală, care nu diferă de lumea reală. Conform intrigii jocului, Michael trebuie să omoare un bărbat și să-i taie piciorul, astfel încât un narator invizibil pe nume Trickster, să ia în calcul finalizarea sarcinii. A doua zi, la știri, Michael află despre crima brutală care a avut loc în blocul următor și, uitându-se în frigiderul său, găsește piciorul omului ucis. Michael își dă seama cu groază că aceea crimă din joc s-a întâmplat cu adevărat și, mai mult, el este cel care a comis-o. În același timp, Trickster părăsește misterios televizorul și îl obligă pe Michael să continue jocul, amenințând că dacă refuză îl va preda poliției, reprezentată de detectivul Hayden.

## Distribuție
Au interpretat actorii:
- Edward Furlong - Michael Brower

- Tod Fennell - tânărul Michael Brower

- T. Ryder Smith - Trickster
- Frank Langella - Detectiv Hayden
- Amy Hargreaves - Kimberly
- Jamie Marsh - Kyle Hilliard
- Michèle Barbara Pelletier - Stacie

### Filme asemănătoare
- The Dungeonmaster
- Tron
- Johnny Mnemonic
- Omul care tunde iarba
- Arcade